# M42高速公路 (英國)
M42高速公路是英国的一条高速公路，起自伍斯特郡布羅姆斯格羅夫东北，至莱斯特郡阿什比德拉祖什西南，途经雷迪奇、索利赫爾、國家展覽中心（NEC）、塔姆沃思等城镇。最早建成的一段连接了M6高速公路和伯明翰机场。